# Sveriges jordägareförbund
Sveriges jordägareförbund eller Jordägarna är en svensk lobbyistorganisation som företräder de stora jordägarnas intressen. Förbundet bildades 1960 och består av fem regionala jordägareföreningar i Götaland och Svealand. Förbundets grundsyn går ut på att slå vakt om den enskilda äganderätten, att jord- och skogsbruket skall utvecklas rationellt samt långsiktig kultur- och naturvård.